# Seznam opatů benediktinského kláštera v St. Gallenu
Seznam opatů benediktinského kláštera v St. Gallenu:
- Otmar (719–759)
- Johannes (759/760–782)
- Ratpert (782)
- Waldo (782–784)
- Werdo (784–812)
- Wolfleoz (812–816)
- Gozbert (816–837)
- Bernwig (837–840/841)
- Engilbert (840/841)
- Grimald (841–872)
- Hartmut (872–883)
- Bernhard (883–890)
- Salomon (890–919)
- Hartmann (922–925)
- Engilbert (925–933)
- Thieto (933–942)
- Craloh (942–958)
- Anno (953–954) – jako protiopat
- Purchart (958–971)
- Notker (971–975)
- Immo (976–984)
- Ulrich I. (984–990)
- Kerhard (990–1001)
- Purchard II. (1001–1022)
- Thietpold (1022–1034)
- Nortpert (1034–1072)
- Ulrich II. (1072–1076)
- Ulrich z Eppensteinu (1077–1121)
- Lutold (1077–cca 1083) – jako protiopat
- Werinhar (1083–1086) – jako protiopat
- Manegold z Mammernu (1121–1122)
- Heinrich z Twielu (1121–1122) – jako protiopat
- Werinher (1133–1167)
- Ulrich z Tegerfeldu (1167–1199)
- Ulrich z Veringeru (1199–1200)
- Heinrich z Klingenu (1200–1204)
- Ulrich ze Saxu (1204–1220)
- Rudolf z Güttingenu (1220–1226)
- Konrád z Bussnagu (1226–1239)
- Walter z Trauchburgu (1239–1244)
- Berchtold z Falkensteinu (1244–1272)
- Ulrich z Güttingenu (1272–1277)
- Heinrich z Wartenbergu (1272–1274) – jako protiopat
- Rumo z Ramsteinu (1274–1277) – jako protiopat
- Rumo z Ramsteinu (1277–1281)
- Wilhelm z Motfortu (1281–1301)
- Konrád z Gundelfingenu (1288–1291) – jako protiopat
- Heinrich z Ramsteinu (1301–1318)
- Hiltbold z Wersteinu (1318–1329)
- Rudolf z Montfortu (1330–1333) – jen jako správce
- Hermann z Bonstettenu (1333–1360)
- Georg z Wildensteinu (1360–1379)
- Kuno z Stofelnu (1379–1411)
- Heinrich z Gundelfindenu (1411–1418)
- Konrad z Pegau (1418–1419)
- Heinrich z Mansdorfu (1419–1426)
- Eglolf Blarer (1426–1442)
- Kaspar z Breitenlandenburgu (1442–1457)
- Ulrich Rösch (1457–1463) – jen jako správce
- Ulrich Rösch (1463–1491)
- Gotthard Giel z Glattburgu (1491–1504)
- Franz Geisberg (1504–1529)
- Killian Germann (1529–1530)
- Diethelm Blarer z Wartensee (1530–1564)
- Otmar Kunz (1564–1577)
- Joachim Opser (1577–1594)
- Bernhard Müller (1594–1630)
- Pius Reher (1630–1654)
- Gallus Alt (1654–1687)
- Cölestin Sfondratti (1687–1696)
- Leodegar Bürgisser (1696–1717)
- Joseph von Rudolphi (1717–1740)
- Cölestin Gugger z Standachu (1740–1767)
- Beda Angehen (1767–1796)
- Pankraz Vorster (1796–1805)